# Dynamische-Pyramide-Weltmeisterschaft
Die Dynamische-Pyramide-Weltmeisterschaft ist ein Billardturnier in der Dynamischen Pyramide, einer Disziplin des Russischen Billards. Das Turnier wird von der International Pyramid Confederation veranstaltet, es fand 2007 erstmals statt.
Rekordsieger ist der Kirgise Kanybek Sagynbajew, der 2007 und 2014 Weltmeister wurde. Bei den Damen war Diana Mironowa mit bislang zwei Titeln am erfolgreichsten.

## Die Turniere im Überblick

### Herren
| Jahr | Austragungsort   | Weltmeister                             | Ergebnis                                | Finalist                                | Halbfinalisten 1                        |
| ---- | ---------------- | --------------------------------------- | --------------------------------------- | --------------------------------------- | --------------------------------------- |
| 2007 | Sankt Petersburg | Kanybek Sagynbajew                      | 7:5                                     | Oleksandr Palamar                       | Arman Baklatschjan                      |
| 2007 | Sankt Petersburg | Kanybek Sagynbajew                      | 7:5                                     | Oleksandr Palamar                       | Juri Paschtschinski                     |
| 2012 | Chanty-Mansijsk  | Jaroslaw Tarnowezkyj                    | 6:5                                     | Pawel Mechowow                          | Jauhen Saltouski                        |
| 2012 | Chanty-Mansijsk  | Jaroslaw Tarnowezkyj                    | 6:5                                     | Pawel Mechowow                          | Petr Danilow                            |
| 2013 | Almaty           | Sergei Tusow                            | 7:6                                     | Alexander Tschepikow                    | Almas Abseit                            |
| 2013 | Almaty           | Sergei Tusow                            | 7:6                                     | Alexander Tschepikow                    | Wladislaw Osminin                       |
| 2014 | Taras            | Kanybek Sagynbajew                      | 7:5                                     | Däuren Urynbajew                        | Jauhen Kurta                            |
| 2014 | Taras            | Kanybek Sagynbajew                      | 7:5                                     | Däuren Urynbajew                        | Jernar Tschimbajew                      |
| 2015 | Imatra           | Dastan Lepschakow                       | 7:1                                     | Jauhen Saltouski                        | Nikita Liwada                           |
| 2015 | Imatra           | Dastan Lepschakow                       | 7:1                                     | Jauhen Saltouski                        | Andrei Freise                           |
| 2016 | Bischkek         | Leonid Schwyrjajew                      | 7:2                                     | Sergei Tusow                            | Ildar Wachitow                          |
| 2016 | Bischkek         | Leonid Schwyrjajew                      | 7:2                                     | Sergei Tusow                            | Älichan Qaranejew                       |
| 2018 | Almaty           | Dmytro Biloserow                        | 7:5                                     | Iossif Abramow                          | Älichan Qaranejew                       |
| 2018 | Almaty           | Dmytro Biloserow                        | 7:5                                     | Iossif Abramow                          | Maxim Pan                               |
| 2020 | Almaty           | abgesagt aufgrund der COVID-19-Pandemie | abgesagt aufgrund der COVID-19-Pandemie | abgesagt aufgrund der COVID-19-Pandemie | abgesagt aufgrund der COVID-19-Pandemie |
| 2022 | Tscholponata 2   | Nikita Liwada                           | 6:4                                     | Rostislaw Gusow                         | Dastan Lepschakow                       |
| 2022 | Tscholponata 2   | Nikita Liwada                           | 6:4                                     | Rostislaw Gusow                         | Ysatbek Ratbekow                        |

#### Rangliste
| Platz | Spieler              | Gold | Silber | Bronze |
| ----- | -------------------- | ---- | ------ | ------ |
| 1     | Kanybek Sagynbajew   | 2    | 0      | 0      |
| 2     | Sergei Tusow         | 1    | 1      | 0      |
| 3     | Dastan Lepschakow    | 1    | 0      | 1      |
| 3     | Nikita Liwada        | 1    | 0      | 1      |
| 5     | Dmytro Biloserow     | 1    | 0      | 0      |
| 5     | Leonid Schwyrjajew   | 1    | 0      | 0      |
| 5     | Jaroslaw Tarnowezkyj | 1    | 0      | 0      |

### Damen
| Jahr | Austragungsort  | Weltmeisterin                           | Ergebnis                                | Finalistin                              | Halbfinalistinnen 3                     |
| ---- | --------------- | --------------------------------------- | --------------------------------------- | --------------------------------------- | --------------------------------------- |
| 2012 | Chanty-Mansijsk | Olga Milowanowa                         | 5:4                                     | Diana Mironowa                          | Natalija Kornewa                        |
| 2012 | Chanty-Mansijsk | Olga Milowanowa                         | 5:4                                     | Diana Mironowa                          | Wijaleta Klimawa                        |
| 2015 | Imatra          | Diana Mironowa                          | 5:0                                     | Tatjana Maximowa                        | Anastassija Kowaltschuk                 |
| 2015 | Imatra          | Diana Mironowa                          | 5:0                                     | Tatjana Maximowa                        | Natalija Kornewa                        |
| 2018 | Almaty          | Kazjaryna Perepetschajewa               | 5:2                                     | Diana Mironowa                          | Olga Milowanowa                         |
| 2018 | Almaty          | Kazjaryna Perepetschajewa               | 5:2                                     | Diana Mironowa                          | Elina Nagula                            |
| 2020 | Almaty          | abgesagt aufgrund der COVID-19-Pandemie | abgesagt aufgrund der COVID-19-Pandemie | abgesagt aufgrund der COVID-19-Pandemie | abgesagt aufgrund der COVID-19-Pandemie |
| 2022 | Tscholponata 4  | Diana Mironowa                          | 5:4                                     | Elina Nagula                            | Kazjaryna Perepetschajewa               |
| 2022 | Tscholponata 4  | Diana Mironowa                          | 5:4                                     | Elina Nagula                            | Darja Michailowa                        |

#### Rangliste
| Platz | Spielerin                 | Gold | Silber | Bronze |
| ----- | ------------------------- | ---- | ------ | ------ |
| 1     | Diana Mironowa            | 2    | 2      | 0      |
| 2     | Olga Milowanowa           | 1    | 0      | 1      |
| 2     | Kazjaryna Perepetschajewa | 1    | 0      | 1      |